# Zabarah
Appelé Djebel Zabarah, ou mont des Émeraudes, et nommé improprement mines de Cléopâtre, ce site de la Haute-Égypte, près du golfe Arabique par 24°40' latitude nord, est une chaîne montagneuse située entre Coptos et Bérénice non loin de la mer Rouge, au nord de Bérénice et dans le canton de cette ville.
Il était exploité pour ses mines d'émeraudes dès le temps des Sésostris, mais longtemps abandonné depuis. L'exploitation de ces mines, que Frédéric Cailliaud a retrouvées en 1816, a été reprise sous Méhémet Ali et concédée en 1852 à une compagnie anglaise.